# British Rail Class 55
British Rail Class 55 (или просто BRC 55) — британский грузо-пассажирский тепловоз. Производился с 1961 по 1962 годы. Точное количество построенных экземпляров неизвестно.

## История
Изначально в рамках замены старых локомотивов Pacific нужно было создать тепловоз с подходящими техническими характеристиками. После испытаний локомотива DP1 Deltic (прототипа BRC 55) завод Bowesfield Works поставили в известность, что необходимо выпустить 22 «Делтика» с условием небольшого усовершенствования. Они заключались в:
- Установке фар;
- Улучшении двигателя.

После производства локомотивов были проведены повторные испытания, в ходе которых тепловозы признали пригодными к эксплуатации.

## В культуре
- В мультсериале «Весёлые паровозики из Чаггингтона» BRC 55 присутствует в качестве одного из главных героев Брюстера. При этом в мультсериале постоянно намекается на надёжность и силу BRC 55 — Брюстер считает себя очень сильным и постоянно доказывает это.
- BRC 55 присутствует в игре Rail Simulator.